# Doenitzius peniculus
Doenitzius peniculus är en spindelart som beskrevs av Ryoji Oi 1960. Doenitzius peniculus ingår i släktet Doenitzius och familjen täckvävarspindlar. Inga underarter finns listade i Catalogue of Life.